# Farm bike

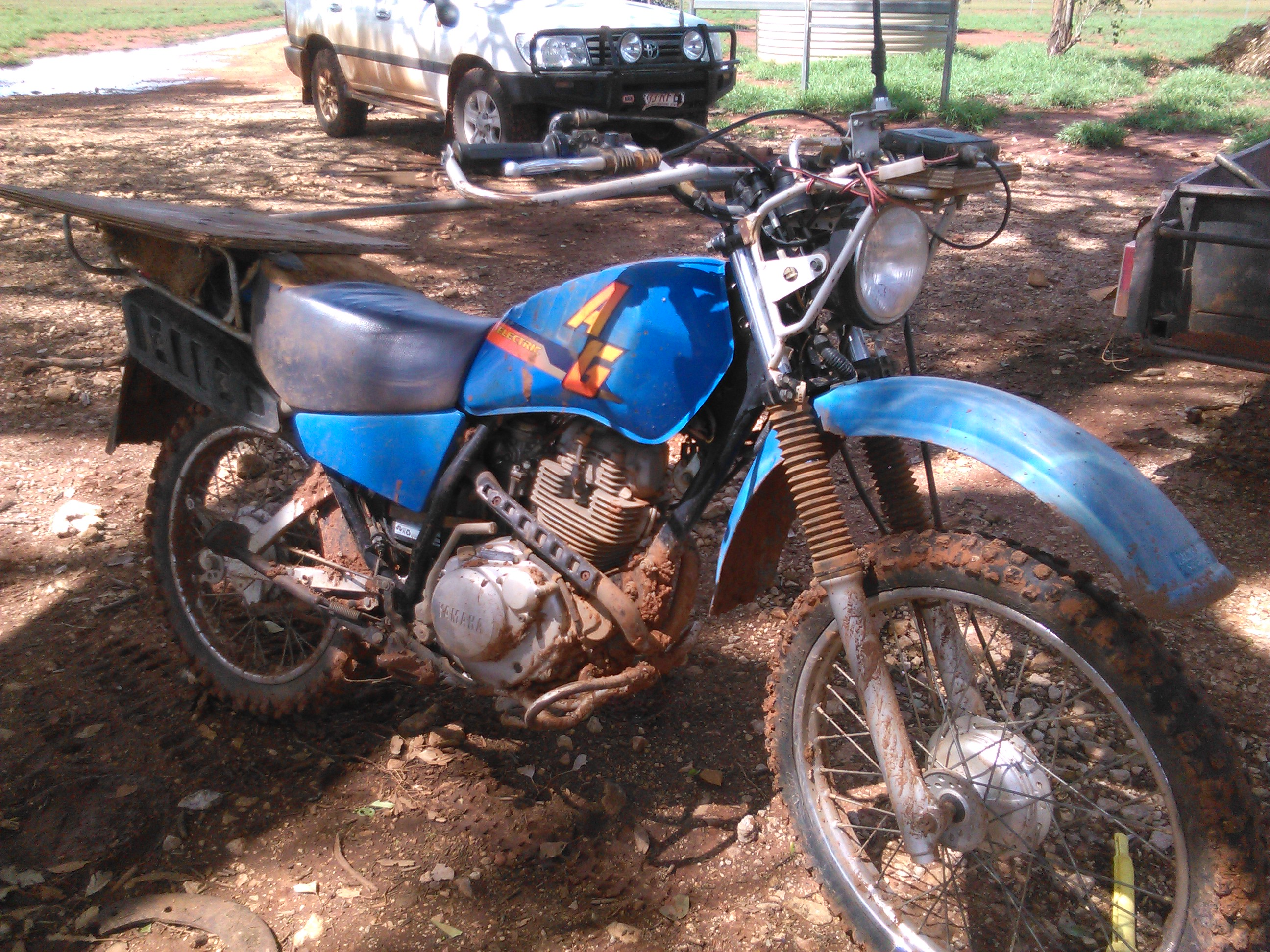
Een Yamaha-allroad omgebouwd tot farm bike met een groot bagagerek en beugels om het rem- en koppelingshendel.

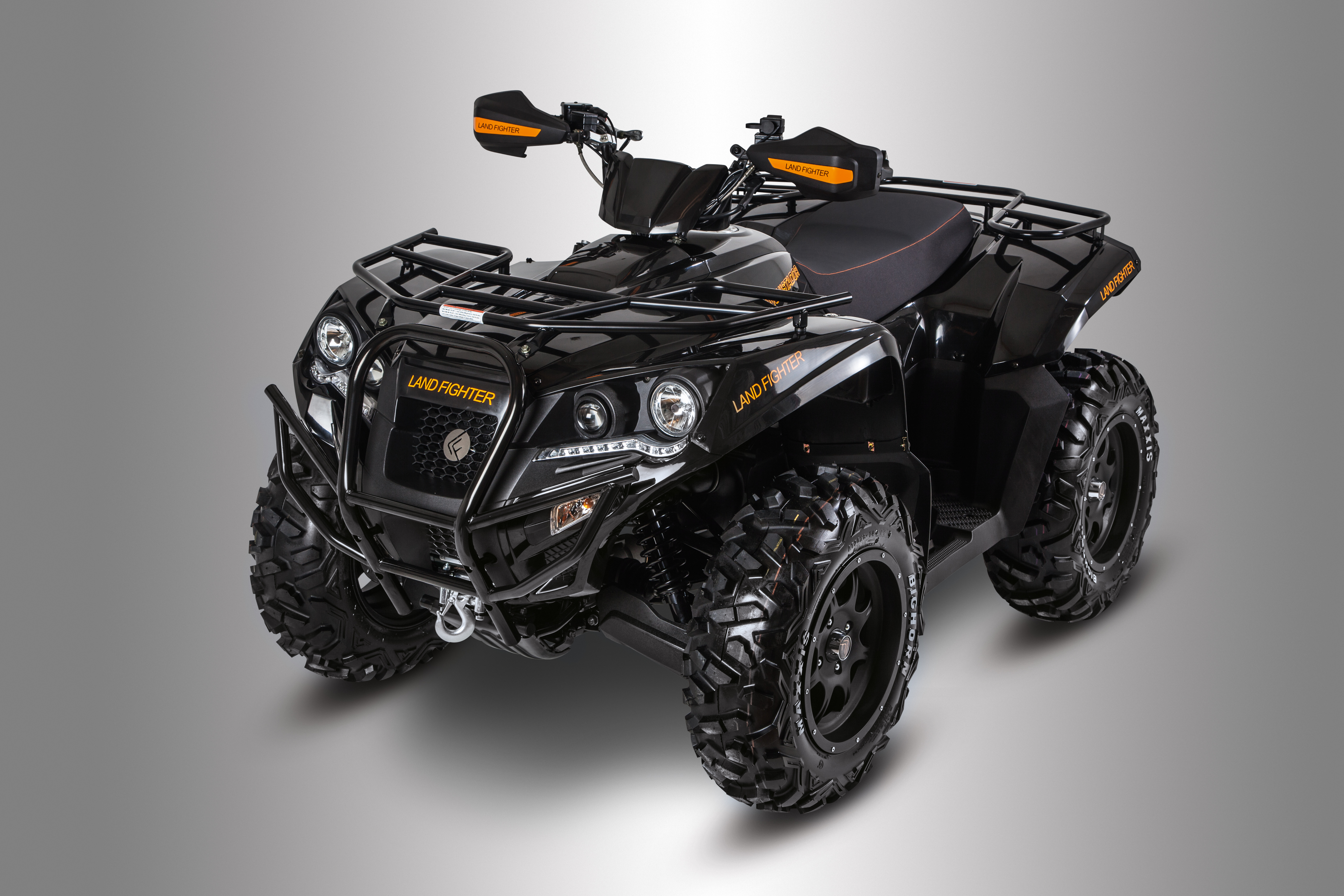
De Quad heeft de farm bike grotendeels verdrongen.

Een farm bike is een motorfiets die speciaal bedoeld is voor gebruik op een groot boerenbedrijf.

## Voorgeschiedenis
Al in de jaren twintig leverden met name Britse motorfietsfabrikanten hun Colonials. Dat waren nog bestaande modellen met een steviger frame en soms wat meer bodemvrijheid die bedoeld waren voor de Britse koloniën, waar de wegen - als ze er al waren - zeer slecht waren. In de jaren dertig ging Triumph speciale modellen voor het boerenbedrijf maken. Ze kregen de aanduiding "SE", waarbij de "S" stond voor Side valves (zijkleppen) en de "E" voor "Export only". Deze modellen, de Triumph 3SE en Triumph 5SE waren 350- en 500cc-zijkleppers die van alle luxe ontdaan waren en die 20 pond goedkoper waren dan de modellen voor de Britse thuismarkt. Dat was een behoorlijk verschil: een Triumph De Luxe 5 H kostte 59 pond, een 5SE slechts 39 pond.

## Farm bikes
Echte officiële farm bikes zijn niet veel gemaakt. In de jaren zeventig en -tachtig bracht Honda de CT 125, CT 185 en CT 200 Farm bikes op de markt. Ze hadden een veel groter bagagerek en beschermbeugels om de rem- en koppelingshendels, maar verder waren het gewoon allroad-motorfietsen. Men speelde hierbij in op de markt voor dergelijke motorfietsen op de grote Amerikaanse ranches en Australische schapenfarms, waar boerenknechten grote gebieden moesten bestrijken om bijvoorbeeld de omheining te controleren of het vee te drijven. Dat werd nog vaak te paard gedaan wat veel tijd kostte en waarbij het paard ook zijn verzorging nodig had. Bovendien was het meenemen van gereedschap of zelfs het vervoeren van een gewond of ziek dier een probleem dat met een motorfiets kon worden opgelost.
Later, met de komst van de drie- en vierwielige All Terrain Vehicles, werd de motorfiets grotendeels vervangen. Quads kunnen ook aan de voorkant worden voorzien van een bagagerek en zelfs worden uitgerust met een lier en vierwielaandrijving en ze kunnen een aanhangwagen trekken waardoor ze nog praktischer zijn.